# ふたりのヒミツ。
ふたりのヒミツ は日本の漫画作品。なかよし 2011年の4月号〜2012年2月号に連載された。作者は茂呂おりえ。入れ替わり漫画である。茂呂おりえの考えた漫画は入れ替わり漫画でエロじゃないと考えた。

## あらすじ
姫々（きき）は、初主演CMが話題の高校生。女子校・右城（うしろ）学園に通っていて、となりの男子校・左城（さしろ）学園の生徒・匠（たくみ）に片思い中です。ある日、都市伝説のある階段で転んだ拍子に、左城の生徒・哲平（てっぺい）とキスしてしまい、大ショック！

## 登場人物
西條姫々
CMしてるモデルの小さい頃から高校１年生。CM共演だった。禁断の魂が哲平の体を入れ替えた。
五十嵐哲平
姫々と同じ学校に通っているクラス。クラス割には悪いわけだが姫々の意識を入れ替わってしまった。
栗原美玲
姫々の親友。